# 民族抵抗阵线 (阿富汗)

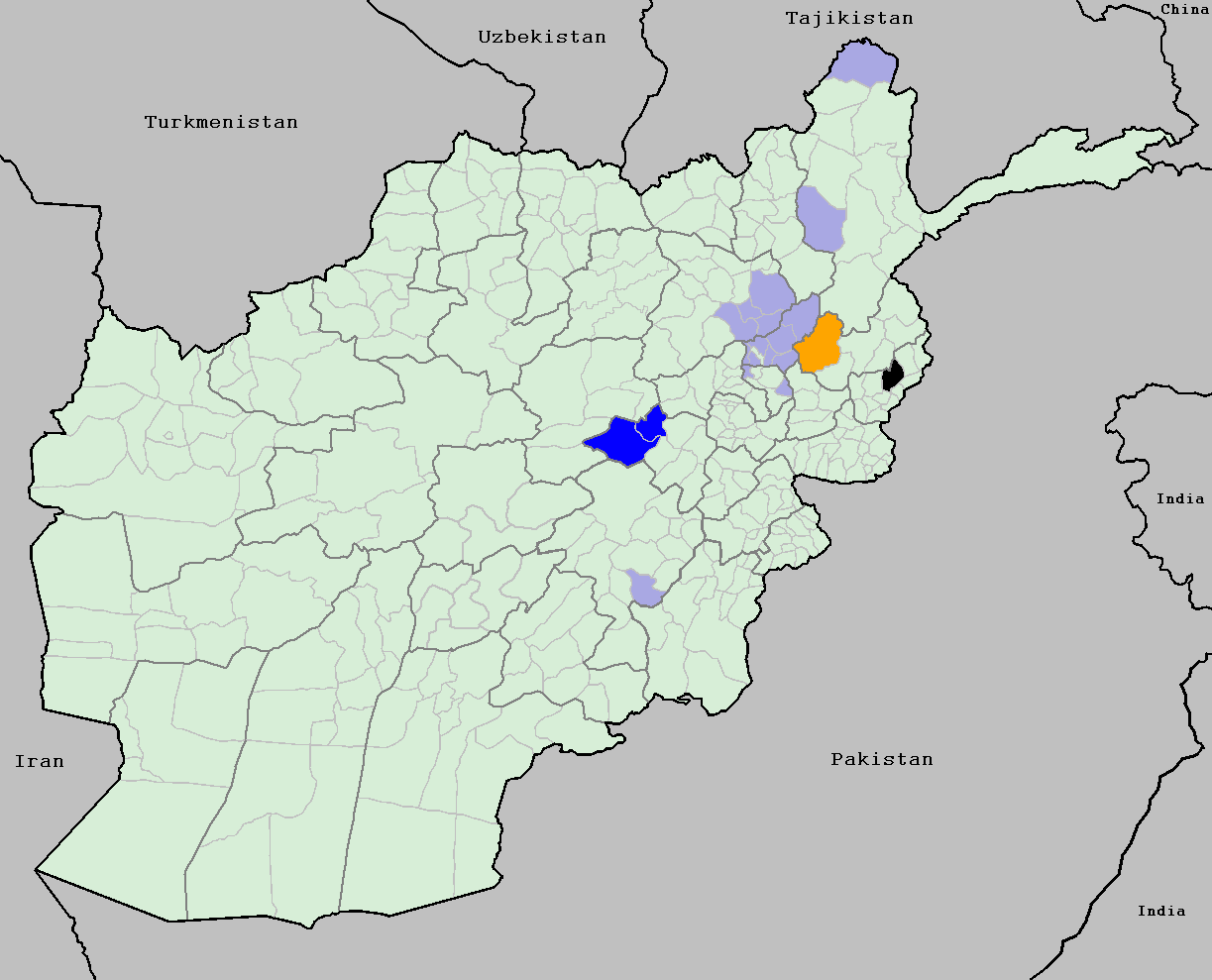
抵抗阵线目前活躍的地区（以淺紫色表示），其他活躍的割據勢力還有哈札拉塔利班（以黃色表示）、伊斯蘭國呼羅珊省（以黑色表示）以及地方勢力或獨立軍閥（以藍色表示）

民族抵抗阵线，又常称为全国抵抗阵线、潘杰希尔抵抗力量或第二次抵抗，是2021年塔利班攻勢期間由艾哈邁德·馬蘇德（小馬蘇德）和阿富汗伊斯兰共和国代理總統阿姆魯拉·薩利赫成立的武裝勢力，並由阿富汗伊斯蘭共和國殘部及其他反塔利班勢力組成；在喀布尔陷落后，以潘傑希爾省为基地的联盟构成了对阿富汗塔利班最主要的有组织抵抗，控制著阿富汗未被塔利班佔領的剩餘地區。
2021年8月17日，阿富汗伊斯兰共和国总统阿什拉夫·加尼在塔利班入侵后逃亡，而阿富汗伊斯兰共和国第一副总统的阿姆鲁拉·萨利赫宣布依据阿富汗憲法就任代理总统。小马苏德和阿富汗國防部長比斯米拉·汗·穆罕默迪亦認可萨利赫之就職。同日，阿富汗国民军残部於小馬蘇德號召之下开始集结在潘杰希尔山谷，攻佔帕爾旺省首府恰里卡爾。
2021年9月6日，塔利班宣称取得了对潘傑希爾省的控制权，然而民族抵抗阵线否认塔利班的說法，并称他们仍控制整个潘傑希爾谷。但根据一名美国高级情报官员、一名五角大楼顾问和两名前阿富汗政府高级官员公布的消息塔利班已控制潘傑希爾山谷，民族抵抗阵线领导人阿姆鲁拉·萨利赫和艾哈邁德·馬蘇德已逃往塔吉克斯坦。

## 历史
2021年7月13日，据印度《经济时报》报道，前北方联盟领导人正计划重新集结，打击塔利班。7月28日，据《华盛顿邮报》报道，北方联盟的残余力量在一个叫做“第二次抵抗”的组织下重新动员起来。
8月15日，喀布尔沦为塔利班控制区后，包括阿富汗伊斯兰共和国副总统阿姆鲁拉·萨利赫在内的大批反塔利班部队正集结于潘杰希尔山谷「阿富汗唯一尚未被塔利班征服的地区」，以便建立一个新的抵抗阵线。當地平民也響應了動員的號召。據《法國世界報》報導，儘管抵抗勢力都聚集在潘傑希爾山谷，但外國拒絕援助之下，缺乏物資供給和糧食，而舊有對抗塔利班的戰士非老即死，兵源雜亂，紀律全無，連各地軍閥都沒做好作戰準備，更加沒有具個人魅力的領導人領導。薩利赫在同日表示，如果新政權讓他對阿富汗人民就未來國體表達觀點，就願意與新政權談判。據報導指，小馬蘇德到潘傑希爾山谷巡視後發現抵抗力量疲乏而無戰意，設備及彈藥也缺，結果很快返回喀布爾，欲利用自己與各地的關係重新建立武裝。
8月17日，阿富汗軍隊的塔吉克族前士兵陸續抵達潘傑希爾山谷，並帶來坦克和運兵車支持抵抗。他們逃離昆都士、巴達赫尚、塔哈爾和巴格蘭之後，在巴格蘭的安達拉布地區重新集結，然後轉移到安全的潘傑希爾。並在同日宣稱成功夺回帕尔旺省首府恰里卡尔。
8月18日，抵抗阵线声称已获得了前阿富汗共和国副总统阿卜杜勒·拉希德·杜斯塔姆和前巴尔赫省省长阿塔·穆罕默德·努尔的支持，而已撤退到乌兹别克斯坦的杜斯塔姆集团成员则表示，他们的1萬余名士兵可以与抵抗阵线联手，建立一支1.5萬人以上的联合部队 。同一天，阿富汗驻塔吉克斯坦大使馆雇员表示已将使馆大楼内的阿什拉夫·加尼·艾哈迈德扎伊相关照片撤下，并替换为阿姆鲁拉·萨利赫的照片。
8月20日，據俄羅斯衛星通訊社報導，由阿卜杜勒·哈米德·達加領導的一批反塔利班部隊在巴格蘭省集結起來。其接管了巴格蘭省的安達拉布、埔里希薩爾和迪赫薩拉赫，并造成60余名塔利班武装成员伤亡。未經證實的報導稱塔利班在同日中午奪回埔里希薩爾，雙方仍在安達拉布、迪赫薩拉赫和巴努等地交戰中。
8月22日，塔利班向抵抗阵线發出最後通牒，要求其在4小時內投降。艾哈迈德·马苏德則表示他的字典沒有投降這詞，除非塔利班以阿富汗和平與安全著想，建立一個包容性的政府，他就會原諒殺害他父親的兇手，否則戰爭不可避免。艾哈邁德·馬蘇德還表示，他手下的士兵已經做好了戰鬥準備，要“抵抗任何極權政權”。
8月23日，塔利班發言人扎比乌拉·穆贾希德表示，塔利班戰士已奪回早前被民族抵抗阵线奪取的巴格蘭省3個地區，戰士正先堵塞交通要道，三面包圍潘傑希爾，同時亦尋求與民族抵抗阵线和平解決問題。看守總統薩利赫則稱，塔利班戰士在安達拉布山谷中遭遇了抵抗勢力的埋伏令其重大傷亡，多名塔利班戰士向抵抗勢力投降。抵抗勢力亦宣稱成功封鎖薩朗山口。阿富汗《赫拉特時報》報導指塔吉克向潘傑希爾空投武器和必需品，但塔吉克武裝部隊否认有此事。
8月24日，抵抗力量與塔利班雙方在潘傑希爾展開談判，艾哈邁德·馬蘇德主張阿富汗應該建立自由包容、多民族團結、聯邦自治的民主政府，但塔利班主張阿富汗應該建立非民選的政教合一神權政府，雙方未達成共識，塔利班代表稱談判取得進展。8月30日，塔利班切斷潘傑希爾省的通信網絡，還向潘傑希爾展開進攻，但被抵抗阵线擊退。阿富汗駐塔吉克大使穆罕默德·扎希爾·阿格巴爾受訪時指出塔利班的目的是「讓整個阿富汗屈服」，塔利班根本無意進行談判，而是等待機會殺死艾哈邁德·馬蘇德。俄羅斯副外長莫爾古洛夫表示有意介入阿富汗問題，在局勢穩定後於喀布爾舉行「三方擴大會議」。
9月1日，塔利班武装方面表示已夺取潘杰希尔省六个前哨基地、攻占了潘杰希尔省的舒图尔地区，並擊斃十名民族抵抗阵线士兵。不过抵抗阵线亦表示已经击退了塔利班多次进攻及擊斃七名塔利班武装分子。9月2日，抵抗阵线與塔利班談判破裂，塔利班表示要對抵抗阵线進行「最後的打擊」，同日，塔利班在卡瓦克山口及帕爾旺省兩方進攻潘傑希爾，抵抗阵线成功擊退了攻勢，塔利班突破防線不果撤退。抵抗阵线宣稱塔利班方面150死、200傷、35人被俘，多隊車隊以及重武器被摧毀。
9月3日，抵抗势力在推特上否认潘杰希尔被占领，并声称将“继续抵抗”；在9月3日的视频中，阿姆魯拉·薩利赫还声称，他没有离开潘杰希尔，即使形势很艰难。
9月4日，塔利班发言人比拉勒·卡里米表示，塔利班已完全攻克潘杰希尔省，阿姆鲁拉·萨利赫和艾哈迈德·马苏德已經逃跑。後來又表示他们已经控制了潘杰希尔省的舒图尔、帕里扬、汉赫和阿纳贝等地区。不過這一說法遭到抵抗阵线否認，發言人稱這是塔利班的宣傳技倆，目的是削弱反抗勢力的士氣。抵抗阵线和塔利班同時宣稱奪得潘傑希爾的帕良地區控制權，但這一消息無法證實。當晚，抵抗阵线发言人穆罕默德·法希姆·达什提又表示，当天早上起，大约600名塔利班士兵在潘杰希尔省多个地区被杀，超过千名塔利班士兵被俘或投降。
9月6日，據傳阿富汗民族抵抗陣線發言人法希姆·達什提和將軍阿卜杜勒·沃杜德·薩拉（Abdul Wudod Zara）已在最新一波戰鬥中陣亡，達什提是知名的阿富汗記者。同日塔利班表示，反抗勢力在阿富汗最後的地盤潘傑希爾山谷已「完全被占領」。路透社稍後提到「社群媒體上照片顯示，塔利班成員目前已經站在潘傑希爾省長官邸的大門前」，在此稍早抵抗阵线領袖小馬蘇德透過臉書表態願在雙方停戰的前提下有條件和談。此外阿富汗前政府的消息人士告诉半岛电视台，阿姆鲁拉·萨利赫的確已离开潘杰希尔前往塔吉克斯坦。同日，巴赫塔尔通讯社发布视频，展示了塔利班向每名投降的抵抗势力士兵发放5,000阿富汗尼的场景。而印度斯坦時報的報導稱，在巴基斯坦三軍情報局（英語：Inter-Services Intelligence）局長法伊兹·哈米德中將於9月4日赴喀布爾訪問後，巴基斯坦軍方隨即派出無人機等戰力幫助塔利班全面掌控阿富汗，以換取對塔利班更大的影響力。

## 引用
1. ↑  . Hindustan Times. 2021-08-17  [2021-08-17]. （原始内容存档于2021-08-17）.
2. 1 2  Peter Bergen. . CNN. 2021-09-01  [2021-09-03]. （原始内容存档于2022-05-17）.
3. ↑  . VOA.   [2023-04-28]. （原始内容存档于2023-04-28） （英语）.
4. ↑  Methri, Gloria. . RepublicWorld.com. 2021-08-23  [2021-09-01]. （原始内容存档于2021-09-26）.
5. ↑  . 中央电视台. 2021-09-02  [2022-07-29]. “民族抵抗阵线”称已击退塔利班多次进攻（51秒）、另有两名“民族抵抗阵线”领导人表示，已有至少7名塔利班武装人员被打死（56秒）
6. ↑  . 中央电视台. 2021-09-05  [2022-07-29]. （原始内容存档于2022-07-28）. 阿富汗反塔利班力量“民族抵抗阵线”发言人法希姆·达什蒂在社交媒体上表示
7. ↑  . 网易新闻. 2022-03-28  [2022-07-29]. （原始内容存档于2022-07-28）. 阿富汗民族抵抗阵线（NRF）领导人艾哈迈德·马苏德在新年（诺鲁兹节）演讲中称
8. ↑  . 网易新闻. 2022-05-16  [2022-07-29]. （原始内容存档于2022-07-28）. 阿富汗民族抵抗阵线（NRF）领导人艾哈迈德·马苏德在新年（诺鲁兹节）演讲中称
9. ↑  . 中国新闻网. 2021-09-06  [2021-09-16]. （原始内容存档于2021-09-16）. 全国抵抗阵线方面5日表示同意结束战斗继续谈判，但条件是塔利班先撤出潘杰希尔
10. ↑  . Newsweek. 2021-08-19  [2021-08-20]. （原始内容存档于2022-05-03）.
11. ↑  . www.irishtimes.com. The Irish Times.   [2021-08-20]. （原始内容存档于2022-05-03）.
12. ↑  . 网易新闻. 2022-05-20  [2022-07-29]. （原始内容存档于2022-07-28）. 早些时候，塔利班对潘杰希尔的抵抗力量下达最后通牒，要求其在4小时内投降
13. ↑  . Washington Post.   [2021-08-18]. ISSN 0190-8286. （原始内容存档于2021-08-16）.. asiaplustj.info.   [2021-08-19]. （原始内容存档于2022-05-20）.. Afghanistan Analysts Network. 2021-06-04  [2021-08-19]. （原始内容存档于2022-05-09）.. www.cbsnews.com.   [2021-08-19]. （原始内容存档于2022-05-26）.. Washington Post.   [2021-08-17]. （原始内容存档于2021-08-16）.
14. 1 2  . The Week.   [2021-08-17]. （原始内容存档于2021-08-17） （英语）.
15. ↑  . Market Research Telecast. 2021-08-17  [2021-08-17]. （原始内容存档于2021-08-16）.
16. ↑  Brick Murtazashvili, Jennifer. . The Washington Post. 2021-07-28  [2021-08-17]. （原始内容存档于2021-08-16）.
17. ↑  Hakim, Yalda. . BBC News.   [2021-08-17]. （原始内容存档于2021-08-17）.
18. ↑  Amrullah, Saleh. . Twitter.   [2021-08-17]. （原始内容存档于2021-08-17）.
19. ↑  . Tribune India. 2021-08-17  [2021-08-17]. （原始内容存档于2021-08-18）.
20. ↑  . Hindustan Times. 2021-08-17  [2021-08-17]. （原始内容存档于2021-08-17）.
21. ↑  . The Week. 2021-08-17  [2021-08-17]. （原始内容存档于2021-08-17）.
22. ↑  Robertson, Nic; Kohzad, Nilly; Lister, Tim; Regan, Helen. . CNN. 6 September 2021  [6 September 2021]. （原始内容存档于2021-09-21）.
23. ↑  Cole, Matthew; Klippenstein, Ken. . The Intercept. 22 September 2021  [2021-10-10]. （原始内容存档于2021-09-26） （英语）.
24. ↑  Chaudhury, Dipanjan Roy. . The Economic Times.   [2021-08-17]. （原始内容存档于2021-07-18）.
25. ↑  AFP. . Digital Journal. 2021-08-17  [2021-08-17]. （原始内容存档于2021-08-17） （美国英语）.
26. ↑  . Free Press Journal.   [2021-08-17]. （原始内容存档于2022-05-03） （英语）.
27. ↑  Mehrdad, Ezzatullah; Raghavan, Sudarsan. . The Washington Post. 2021-08-20  [2021-08-21]. （原始内容存档于2021-08-21）.
28. ↑  . 法國世界報. 2021-08-20  [2021-08-20]. （原始内容存档于2021-09-13） （中文）.
29. ↑  . Tribune India.   [2021-08-18]. （原始内容存档于2021-08-18）.
30. 1 2  . www.longwarjournal.org. 2021-08-18  [2021-08-19]. （原始内容存档于2021-09-15）.
31. ↑  . 凤凰网. 2021-08-17  [2021-08-18]. （原始内容存档于2021-09-13） （中文（简体））.
32. ↑  安晶. . 界面新闻. 2021-08-20  [2021-08-21]. （原始内容存档于2021-09-13） （中文）.
33. ↑  Dikshit, Sandeep. . The Tribune. 2021-08-18  [2021-08-19]. （原始内容存档于2021-08-19）.
34. ↑  . Northern Alliance: Fighting for a Free Afghanistan. Friends of the Northern Alliance.   [2021-08-19]. （原始内容存档于2021-08-24） （美国英语）.
35. ↑  Archive, Hollie; McKay. . New York Post. 2021-08-18  [2021-08-19]. （原始内容存档于2021-09-13） （美国英语）.
36. ↑  Ray, Siladitya. . Forbes.   [2021-08-20]. （原始内容存档于2022-05-03） （英语）.
37. 1 2  . The Independent. 2021-08-20  [2021-08-20]. （原始内容存档于2021-08-20）.
38. ↑  . 北京新浪網. 2021-08-20  [2021-08-18]. （原始内容存档于2021-09-13）.
39. 1 2  . Newsweek. 2021-08-20  [2021-08-20]. （原始内容存档于2021-08-20）.
40. ↑  . Today. 2021-08-22  [2021-08-22]. （原始内容存档于2021-09-13） （意大利语）.
41. ↑  . www.voachinese.com.   [2021-08-24]. （原始内容存档于2022-03-22）.
42. ↑  . 香港01.   [2021-08-24]. （原始内容存档于2021-09-13）.
43. ↑  . Now.com.   [2021-08-24]. （原始内容存档于2021-09-13）.
44. ↑  . 美聯社.   [2021-08-23]. （原始内容存档于2021-09-13）.
45. ↑  . on.cc.   [2021-08-24]. （原始内容存档于2021-09-09）.
46. ↑  . 俄羅斯衛星通訊社.   [2021-08-23]. （原始内容存档于2021-09-13）.
47. ↑  . The Glocalist.   [2021-08-24]. （原始内容存档于2021-09-13）.
48. ↑  . 俄羅斯衛星通訊社.   [2021-08-24]. （原始内容存档于2021-09-13）.
49. ↑  . 香港中國通訊社.   [2021-08-31]. （原始内容存档于2021-09-13）.
50. ↑  . 俄羅斯衛星通訊社.   [2021-09-01]. （原始内容存档于2021-09-13）.
51. ↑  . 俄羅斯衛星通訊社.   [2021-09-01]. （原始内容存档于2021-09-13）.
52. ↑  .   [2021-09-02]. （原始内容存档于2021-09-02）.
53. ↑  . 俄羅斯衛星通訊社.   [2021-09-02]. （原始内容存档于2021-09-13）.
54. ↑  . 美國之音.   [2021-09-02]. （原始内容存档于2021-09-13）.
55. ↑  . Newtalk新聞.   [2021-09-02]. （原始内容存档于2021-09-13）.
56. ↑  Pannett, Rachel. . 华盛顿邮报. 2021-09-06  [2021-09-06]. （原始内容存档于2021-10-18）.
57. ↑  .   [2021-09-04]. （原始内容存档于2021-09-09）.
58. ↑  .   [2021-09-04]. （原始内容存档于2021-09-09）.
59. ↑  .   [2021-09-04]. （原始内容存档于2021-09-13）.
60. ↑  . NPR.   [2021-09-03]. （原始内容存档于2021-09-18）.
61. ↑  . The Guardian.   [2021-09-04]. （原始内容存档于2022-03-05）.
62. ↑  .   [2021-09-05]. （原始内容存档于2021-09-09）.
63. ↑  .   [2021-09-06]. （原始内容存档于2021-09-09）.
64. ↑  .   [2021-09-06]. （原始内容存档于2021-09-13）.
65. ↑  . 半岛电视台. 2021-09-06  [2021-09-06]. （原始内容存档于2021-11-15）.
66. ↑  巴赫塔尔通讯社 [@BakhtarNA].  (推文). 2021-09-06 –Twitter.
67. ↑  . 青年日報. 2021-09-06  [2021-09-09]. （原始内容存档于2021-09-13）.